# Dan Peters
Dan Peters (* 18. srpna 1967) je bubeník skupiny Mudhoney. Krátkou dobu také hrál s Nirvanou, jinou americkou hudební skupinou. S Nirvanou nahrál skladbu „Sliver“. V Mudhoney působí od osmdesátých let až doposud.